# Кулажское сельское поселение
Кула́жское сельское поселение — муниципальное образование в южной части Суражского района Брянской области. Административный центр — посёлок Лесное.
Образовано в результате проведения муниципальной реформы в 2005 году, путём слияния дореформенных Кулажского и Каменского сельсоветов.

## Население
| 2010  | 2011  | 2012  | 2013  | 2014  | 2015  | 2016  | 2017  | 2018  |
| ----- | ----- | ----- | ----- | ----- | ----- | ----- | ----- | ----- |
| 2181  | ↗2183 | ↗2193 | ↗2348 | ↘2220 | ↗2235 | ↘2125 | ↘2110 | ↘2052 |
| 2019  | 2020  | 2021  |       |       |       |       |       |       |
| ↘1954 | ↗1960 | ↘1521 |       |       |       |       |       |       |

## Населённые пункты
| №  | Населённый пункт | Тип     | Население |
| -- | ---------------- | ------- | --------- |
| 1  | Александровский  | посёлок | →10       |
| 2  | Алексеевский     | посёлок | ↘10       |
| 3  | Алешкин          | посёлок | →7        |
| 4  | Беловодка        | деревня | ↗134      |
| 5  | Глуховка         | деревня | ↗150      |
| 6  | Городец          | посёлок | →0        |
| 7  | Гришанов         | посёлок | ↘2        |
| 8  | Добровольский    | посёлок | →0        |
| 9  | Долгое           | посёлок | →0        |
| 10 | Евсеевский       | посёлок | ↗33       |
| 11 | Жемердеевка      | деревня | ↘113      |
| 12 | Заполье          | посёлок | ↘25       |
| 13 | Каменск          | деревня | ↗424      |
| 14 | Княж             | деревня | ↗35       |
| 15 | Колесников       | посёлок | ↘17       |
| 16 | Красный Завод    | посёлок | ↗192      |
| 17 | Кулаги           | село    | ↗713      |
| 18 | Лагутовка        | деревня | ↘3        |
| 19 | Лебедин          | посёлок | →0        |
| 20 | Ленинский        | посёлок | ↗25       |
| 21 | Лесное           | посёлок | ↗334      |
| 22 | Машина           | посёлок | →3        |
| 23 | Никольский       | посёлок | →4        |
| 24 | Новая Кисловка   | деревня | →9        |
| 25 | Острица          | посёлок | ↘10       |
| 26 | Поповка          | деревня | ↘5        |
| 27 | Речное           | посёлок | ↘4        |
| 28 | Селище           | деревня | ↗19       |
| 29 | Старая Кисловка  | деревня | ↗67       |

## Экономика
- СПК «Каменское»
- фермерское хозяйство «Шестёро»

## Социальная сфера
- Лесновский поселенческий центральный Дом культуры
- сельские Дома культуры: Жемердеевский, Кулажский, Каменский, Глуховский
- Лесновская поселенческая библиотека
- сельские библиотеки: Жемердеевская, Кулажская, Глуховская, Каменская
- фельдшерско-акушерские пункты: Глуховский, Каменский, Старокисловский, Кулажский, Жемердеевский
- Кулажская средняя общеобразовательная школа
- основные общеобразовательные школы:
  - им. И. Н. Лагутенко (пос. Лесное)
  - Каменская
  - Глуховская